# Півострів Нагасакі
Півострів Нагасакі (яп. 長崎半島, ながさきはんとう, Нагасакі ханто) — півострів в Японії, в північно-західній частині острова Кюсю, на півдні префектури Нагасакі. Видовжений з заходу на південь. Закінчується мисами Номо та Вакі. Інша назва — півострів Номо (яп. 野母半島, のもはんとう, номо ханто). Адміністративно належить місту Нагасакі.